# Parthenocissus
Parthenocissus é um género botânico pertencente à família Vitaceae.

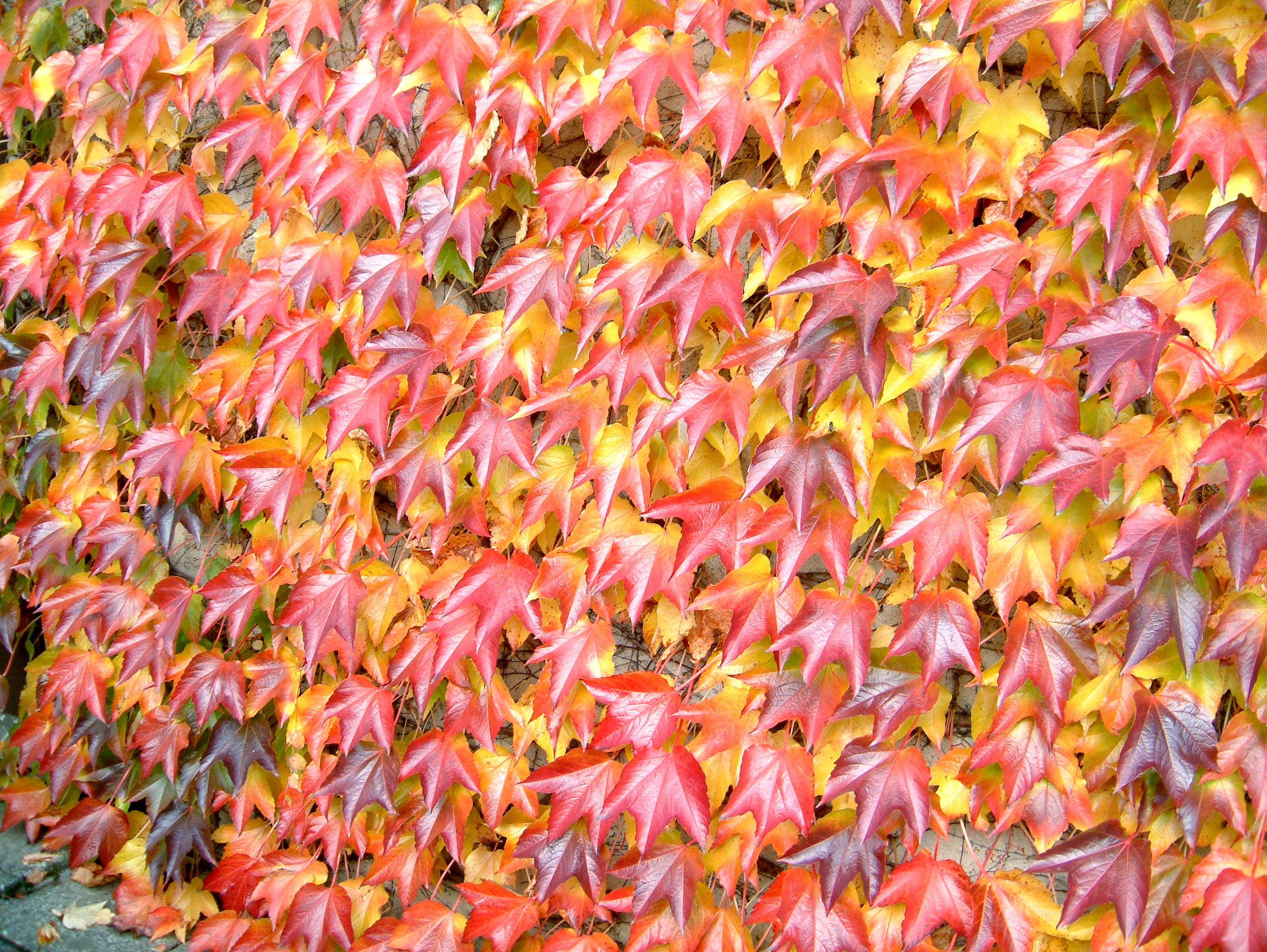
Folhas de Parthenocissus tricuspidata

## Espécies
- Parthenocissus austro-orientalis
- Parthenocissus henryana
- Parthenocissus heptaphylla
- Parthenocissus heterophylla
- Parthenocissus himalayana
- Parthenocissus quinquefolia
- Parthenocissus semicordata
- Parthenocissus tricuspidata
- Parthenocissus thomsonii
- Parthenocissus vitacea